# Apiocamarops cryptocellula
Apiocamarops cryptocellula är en svampart som beskrevs av J.D. Rogers & Samuels 1988. Apiocamarops cryptocellula ingår i släktet Apiocamarops och familjen Boliniaceae.   Inga underarter finns listade i Catalogue of Life.